# Pristolycus diversecostalus
Pristolycus diversecostalus is een keversoort uit de familie glimwormen (Lampyridae). De wetenschappelijke naam van de soort werd voor het eerst geldig gepubliceerd in 1915 door Pic.